# Tarenna hispidula
Tarenna hispidula är en måreväxtart som beskrevs av William Grant Craib. Tarenna hispidula ingår i släktet Tarenna och familjen måreväxter. Inga underarter finns listade i Catalogue of Life.